# Роббі Круз
Роббі Круз (англ. Robbie Kruse, нар. 5 жовтня 1988, Брисбен) — австралійський футболіст, нападник «Бохума» та національної збірної Австралії.

## Клубна кар'єра
Народився 5 жовтня 1988 року в місті Брисбен. Вихованець футбольної школи клубу «Брисбен Роар». зі свого рідного міста. 2 жовтня 2007 року в день свого 19-річчя в матчі проти «Веллінгтон Фенікс» він дебютував в А-Лізі. У цьому ж поєдинку він забив свій дебютний гол за команду. Разом зі своїм другом та партнером по клубу Майклом Зулло Роббі утворив атакувальний дует у клубі. 2008 року він ледь не позбувся місця в складі через скандальний походу в нічний клуб.

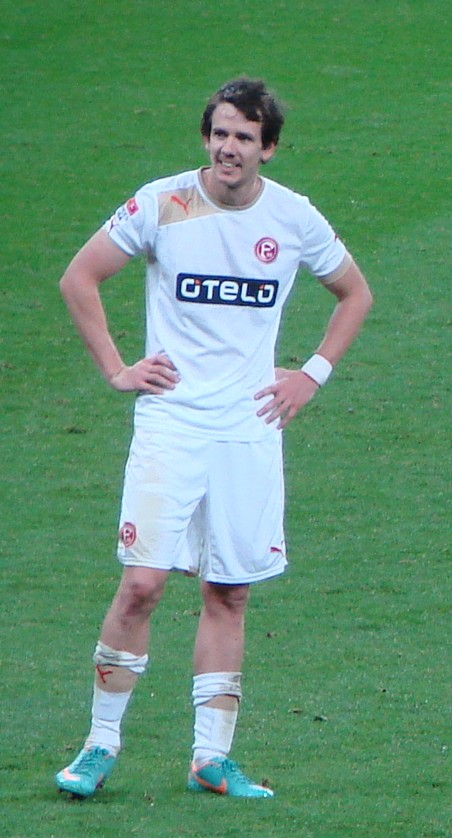
Роббі Круз під час виступів за «Фортуну». 2012 рік.

2009 року Круз перейшов в «Мельбурн Вікторі». 13 вересня в матчі проти «Веллінгтон Фенікс» він дебютував за новий клуб. 28 листопада в поєдинку проти «Голд-Кост Юнайтед» Роббі забив свій перший гол за «Мельбурн». 16 січня 2010 року в зустрічі проти «Перт Глорі» Круз зробив хет-трик. Роббі допоміг команді посісти друге місце в чемпіонаті за підсумками сезону.
Влітку 2011 року Круз підписав контракт на три роки з німецькою «Фортуною» (Дюссельдорф). 24 липня в матчі проти «Падерборн 07» він дебютував у другий Бундеслізі. За підсумками сезону клуб зайняв третє місце і вийшов в Бундеслігу. 10 листопада 2012 року в поєдинку проти «Гоффенхайма» Роббі забив свій перший гол за команду.
У квітні 2013 року Круз перейшов в «Баєр 04» за 1,5 млн євро. 28 серпня в матчі проти менхенгладбахської «Боруссії» він дебютував за новий клуб. 21 вересня в поєдинку проти «Майнца 05» Роббі зробив «дубль». У складі команди з Леверкузена через травми не зміг стати основним гравцем і влітку 2015 року на правах оренди з опцією викупу перейшов в «Штутгарт». 12 вересня в матчі проти берлінської «Герти» він дебютував за нову команду, замінивши Мартіна Гарніка у другому таймі. Втім і у цій команді Роббі не зумів закріпитись і вже у лютому достроково Круз повернувся в «Баєр».
22 січняу 2017 року Роббі перейшов у китайський «Ляонін Хувін». 3 березня у матчі проти «Гуйчжоу Чжичен» він дебютував у китайській Суперлізі. Втім зігравши лише 4 гри у чемпіонаті, у травні 2017 року, Круз разом із співвтчизником Джеймсом Голландом покинули клуб через невиплату заробітної плати.
У липні 2017 року Роббі перейшов у німецький футбольний клуб «Бохум». 5 серпня в матчі проти «Дуйсбурга» він дебютував за нову команду. 10 вересня в матчі проти клубу «Дармштадт 98» Круз забив свій перший гол за «Бохум». Станом на 27 червня 2018 року відіграв за бохумський клуб 30 матчів в національному чемпіонаті, забивши 7 голів.

## Виступи за збірні
2006 року залучався до складу молодіжної збірної Австралії. На молодіжному рівні зіграв у 8 офіційних матчах.
5 січня 2011 року дебютував в офіційних матчах у складі національної збірної Австралії в товариському матчі проти збірної ОАЕ. У тому ж році він потрапив в заявку національної команди на участь у Кубку Азії. На турнірі він зіграв у матчах проти збірних Бахрейну (1:0), Узбекистану (6:0) та Японії (1:0). У поєдинку проти національної Узбекистану Роббі забив свій перший гол за збірну. За підсумками турніру Круз разом з зі збірною завоював срібну медаль.
У складі збірної був учасником кубка Азії з футболу 2015 року в Австралії, де також відзначився голом у матчі проти збірної Оману (4:0).
Згодом у складі збірної був учасником Кубка конфедерацій 2017 року та чемпіонату світу 2018 року, що обидва проходили у Росії. На обох турнірах був основним гравцем, зігравши по три матчі, але йог команда не виходила з групи.
Наразі провів у формі головної команди країни 67 матчів, забивши 5 голів.

### Голи за збірну Австралії
| #   | Дата           | Місце                                 | Противник  | Рахунок | Результат | Змагання                           |
| --- | -------------- | ------------------------------------- | ---------- | ------- | --------- | ---------------------------------- |
| 01. | 25 січня 2011  | Халіфа, Доха, Катар                   | Узбекистан | 6:0     | 6:0       | Кубок Азії з футболу 2011          |
| 02. | 10 серпня 2011 | Кардіфф Сіті, Кардіфф, Уельс          | Уельс      | 2:0     | 2:1       | Товариський матч                   |
| 03. | 11 червня 2013 | Докландс, Мельбурн, Австралія         | Йорданія   | 3:0     | 4:0       | Кваліфікація чемпіонату світу 2014 |
| 04. | 13 січня 2015  | Австралія, Сідней, Австралія          | Оман       | 2:0     | 4:0       | Кубок Азії з футболу 2015          |
| 05. | 5 жовтня 2017  | Ханк Жебат Стедіум, Малакка, Малайзія | Сирія      | 0:1     | 1:1       | Кваліфікація чемпіонату світу 2018 |

## Титули і досягнення
- Переможець Юнацького чемпіонату ОФК: 2005
- Володар Кубка Азії: 2015
- Срібний призер Кубка Азії: 2011